# Wycieczki po stokach galicyjskich i węgierskich Tatrów
Wycieczki po stokach galicyjskich i węgierskich Tatrów – dzieło Teodora Tripplina, wydane w 1856 roku o charakterze pamiętnika z podróży po Galicji. 
Książka jest pamiętnikiem z podróży Teodora Tripplina, który odwiedził Tatry podczas jednej ze swoich wypraw. Zawiera także wiele historyjek oraz opowiadań ludowych. W utworze znajdziemy wydarzenia z każdego dnia podróży, opisy poszczególnych miejsc oraz spotkanych ludzi, a także ich rozmowy z autorem. Bardzo dużo miejsca poświęcone jest opisowi widoku gór. Z rzadka odnaleźć można także odwołania historyczne. Tekst został wydany w dwóch tomach. Autor był w Tatrach, jednak nie w czasie, w którym dzieje się akcja tekstu, gdyż w 1848 roku był za granicą.